# Comunicación kinésica

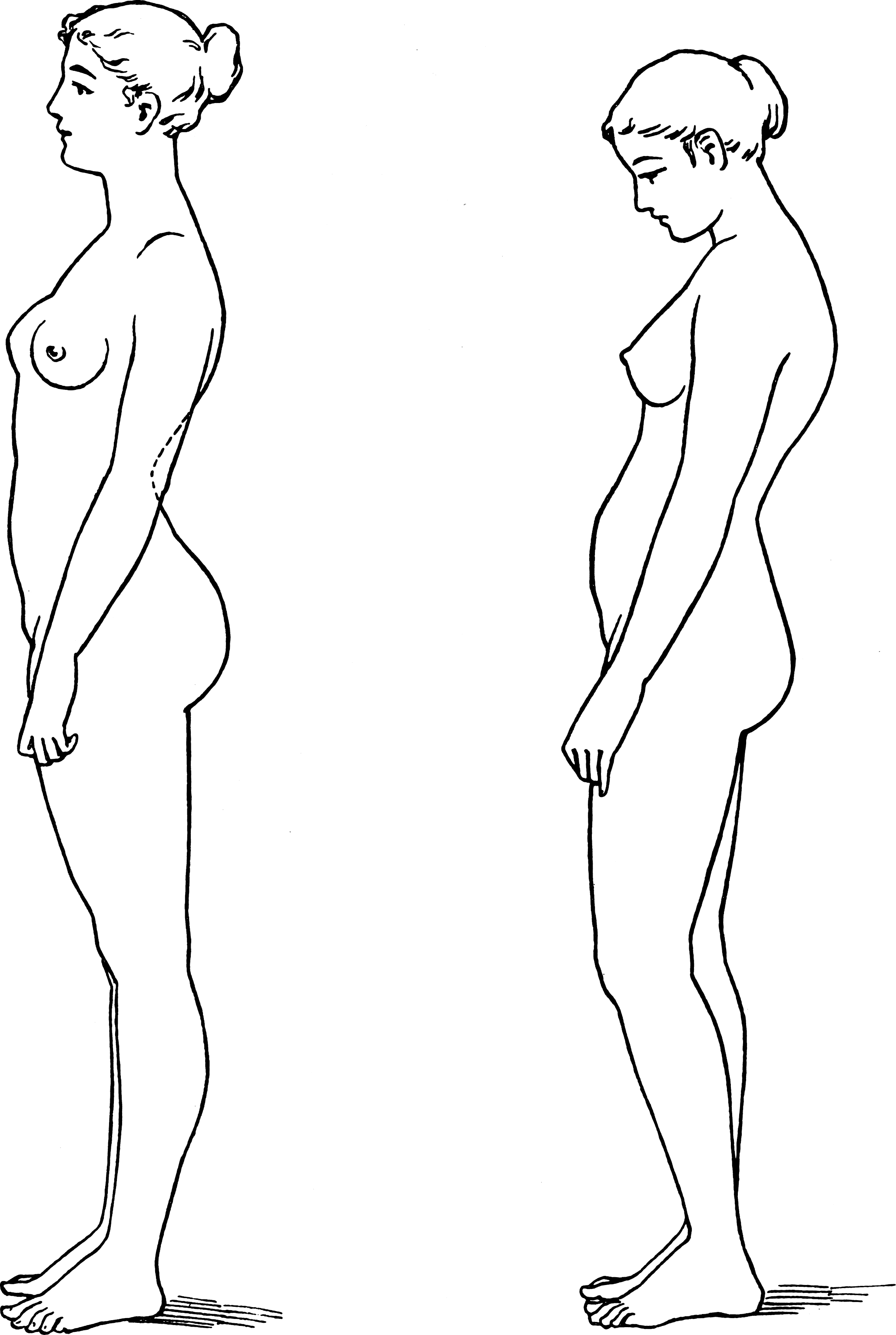
Postura

La interacción humana no se restringe al uso de palabras; en realidad, una gran parte de la intención y el significado se transmite mediante el lenguaje corporal, que se conoce como comunicación kinésica. Este concepto se refiere al análisis de los gestos, las posturas y los movimientos del cuerpo como formas de comunicación no verbal.
De acuerdo con Argyle (1988), la kinésica abarca todos los elementos observables del comportamiento humano que envían mensajes a otros, incluyendo los movimientos de las manos, el contacto visual y las expresiones faciales. Estos aspectos no solo añaden información al lenguaje hablado, sino que frecuentemente pueden expresar emociones e interacciones de manera más efectiva que las palabras.

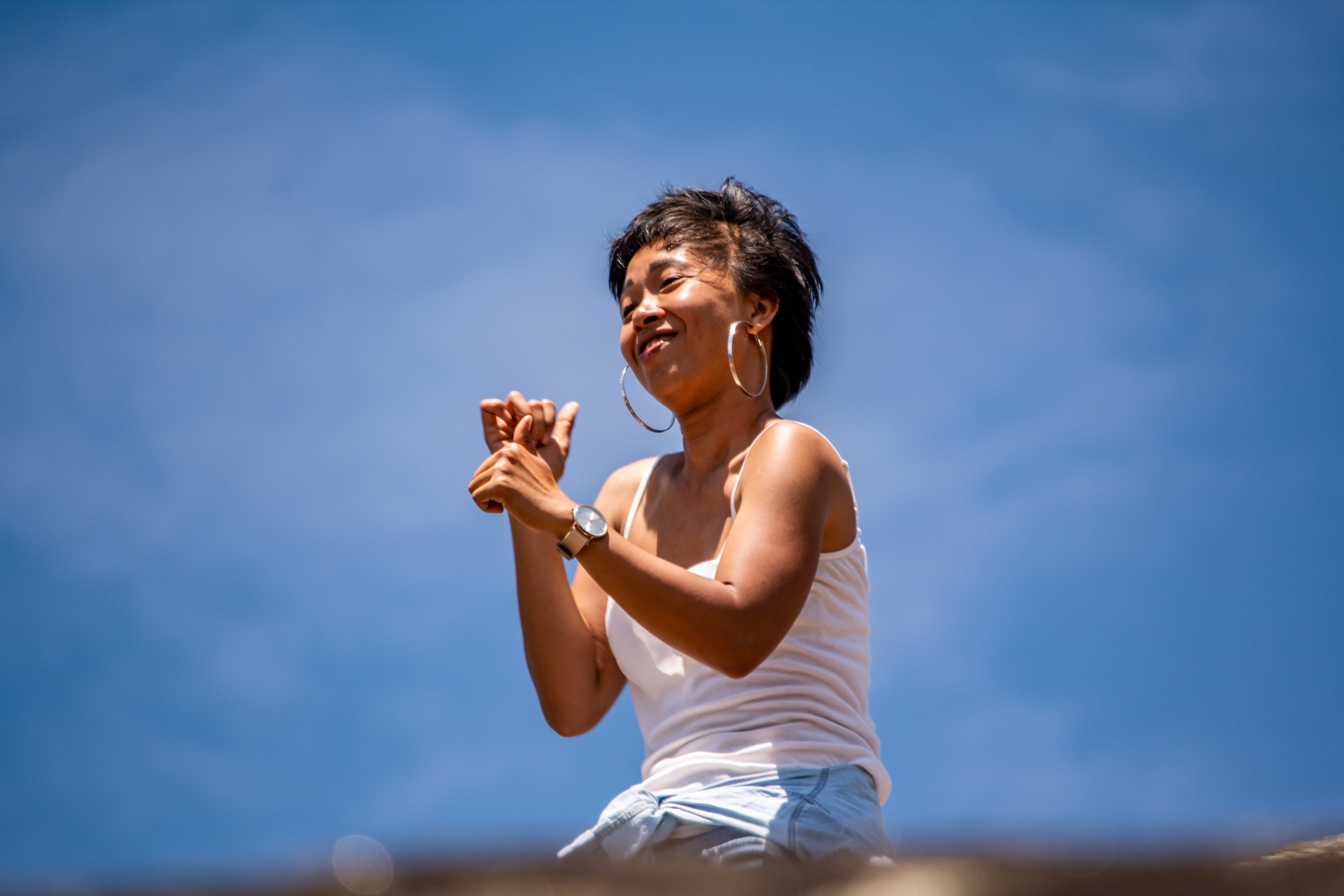
Mujer expresando alegría mediante sus gestos

Ekman y Friesen (1969) señalaron que las expresiones faciales son universales, lo que indica que las emociones fundamentales como la felicidad, la tristeza y la ira pueden ser identificadas en diferentes culturas. Esto sugiere que la kinésica posee una base biológica innata, que también puede ser afectada por factores culturales.
Por otro lado, Mehrabian (1971) determinó que, en la comunicación emocional, solo una pequeña parte del mensaje se comunica a través del lenguaje verbal; el resto se basa en la entonación y el lenguaje corporal. Este descubrimiento resalta la importancia de reconocer y utilizar la kinésica de manera efectiva en las interacciones cotidianas.
En contextos sociales y laborales, la kinésica tiene también un rol importante. Knapp y Hall (2010) argumentan que la postura y los movimientos corporales pueden afectar la manera en que se percibe a alguien, influyendo en las relaciones interpersonales y en la dinámica de trabajo.

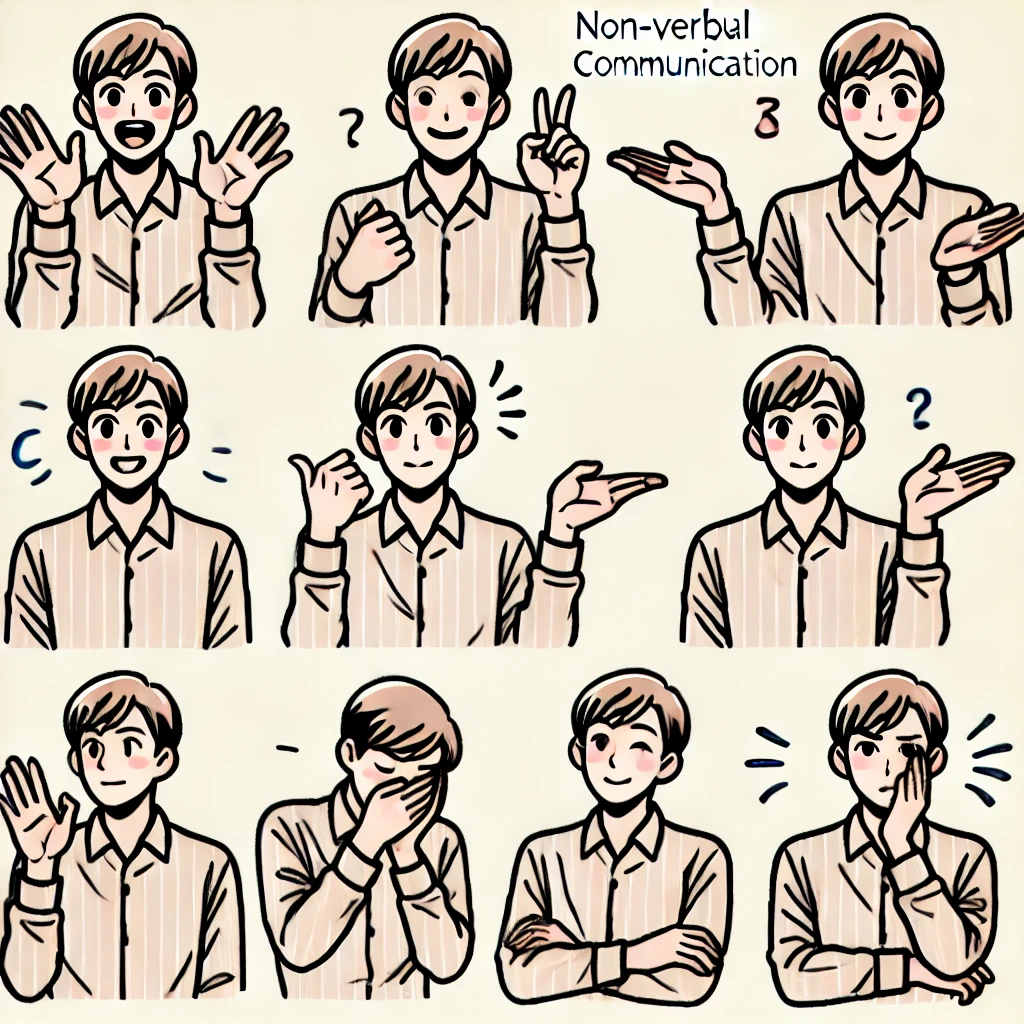
Lenguaje corporal en la comunicación

Por último, Pease y Pease (2004) indican que, al aprender a leer las señales kinésicas, las personas pueden mejorar notablemente sus habilidades comunicativas, previniendo malentendidos y fortaleciendo relaciones con los demás. 
La kinésica es una parte fundamental de la comunicación humana, un gesto puede tener un impacto tan poderoso como las palabras.